# Boderište
Boderište är en ort i Bosnien och Hercegovina.   Den ligger i distriktet Brčko, i den nordöstra delen av landet, 110 km norr om huvudstaden Sarajevo. Boderište ligger 165 meter över havet och antalet invånare är 965.
Terrängen runt Boderište är platt åt nordost, men åt sydväst är den kuperad.Närmaste större samhälle är Brčko, 8,1 km norr om Boderište. 
Omgivningarna runt Boderište är en mosaik av jordbruksmark och naturlig växtlighet. Runt Boderište är det ganska tätbefolkat, med 67 invånare per kvadratkilometer.